# Nothoceros superbus
Nothoceros superbus är en bladmossart som beskrevs av J.C.Villarreal, Hässel et N.Salazar. Nothoceros superbus ingår i släktet Nothoceros och familjen Dendrocerotaceae. Inga underarter finns listade i Catalogue of Life.